# Osman Waqialla
Osman Waqialla, in arabo  عثمان وقيع الله ‎? (Rufa'a, 1925 – 4 gennaio 2007), è stato un artista sudanese.
Nato sulle sponde del Nilo Azzurro, studiò nel Gordon Memorial College di Khartum e nel Camberwell College of Arts di Londra, poi col maestro calligrafo Sayyid Muhammed Ibrahim.
Lavorò come professore in Sudan e per la compagnia britannica De La Rue. Ebbe un figlio con la sua prima sposa e due figlie con la sua ultima sposa, la calligrafa cinese Zhara.
È morto di malaria.